# Rashard Lewis
Pour les articles homonymes, voir Lewis.
Rashard Quovon Lewis (né le 8 août 1979 à Pineville en Louisiane) est un joueur professionnel américain de basket-ball. Il évolue au poste d'ailier en NBA.

## Biographie
Tout droit sorti de High School à Alief Elsik High School, Lewis est sélectionné au second tour, en 32e position, de la draft 1998 par les SuperSonics de Seattle. Lewis y joue neuf saisons et est sélectionné deux fois au NBA All-Star Game.
Il devient agent libre (free agent) en juillet 2007 et signe un accord avec le Magic d'Orlando pour au moins 110 millions de dollars sur une durée de 6 ans, soit l'un des plus gros contrats de la NBA. Lewis est titulaire et, avec l'arrivée de Dwight Howard, le Magic atteint les playoffs. Figurant parmi les meilleurs tireurs à 3 points de la NBA, il totalise le troisième nombre de paniers à trois points réussis sur cette saison avec 226 sur 553 tentatives, statistiques où il est le deuxième de la ligue.
Lors de la saison 2008-2009, il est le joueur qui met le plus de 3 points dans la saison. Il participe au concours de tirs à trois points du All-Star Game et perd derrière Daequan Cook du Heat de Miami. Le 18 décembre 2010, il rejoint la franchise des Wizards de Washington lors d'un échange comprenant 8 joueurs et 3 équipes. En juin 2012, il fait partie d'un échange qui l'envoie, avec le 42e choix de la draft 2012, chez les Hornets de la Nouvelle-Orléans en contrepartie de Trevor Ariza et Emeka Okafor.
Quelques jours après la draft 2012, il est coupé par les Hornets et se retrouve sans club au début du marché des transferts. Libéré de tout contrat, il s'engage avec le Heat de Miami pour le salaire minimum.
Le 16 juillet 2014, Rashard s'engage pour une saison avec les Mavericks de Dallas ; il y touchera le salaire minimum accordé aux vétérans.

## Palmarès
- Champion NBA en 2013 avec le Heat de Miami.
- Finales NBA contre les Los Angeles Lakers en 2009 avec le Magic d'Orlando.
- Champion de la Conférence Est en 2009 avec le Magic d'Orlando et 2013 avec le Heat de Miami
- Champion de la Division Southest en 2008, 2009 et 2010 avec le Magic d'Orlando.
- Champion de la Division Nord-Ouest en 2005 avec les Seattle SuperSonics.
- Champion de la Division Sud-Est en 2013 avec le Heat de Miami.

## Records NBA et distinctions personnelles
Les records personnels de Rashard Lewis, officiellement recensés par la NBA sont les suivants :
| Type statistique            | Saison régulière | Saison régulière                               | Saison régulière | Playoffs | Playoffs                 | Playoffs      |
| Type statistique            | Record           | Adversaire                                     | Date             | Record   | Adversaire               | Date          |
| --------------------------- | ---------------- | ---------------------------------------------- | ---------------- | -------- | ------------------------ | ------------- |
| Points en un match          | 50               | @ Clippers de Los Angeles                      | 31 octobre 2003  | 34       | @ Lakers de Los Angeles  | 7 juin 2009   |
| Paniers marqués en un match | 18               | @ Clippers de Los Angeles                      | 31 octobre 2003  | 12       | @ Lakers de Los Angeles  | 7 juin 2009   |
| Paniers tentés en un match  | 30               | @ Hornets de la Nouvelle-Orléans/Oklahoma City | 4 avril 2007     | 22       | @ Sixers de Philadelphie | 30 avril 2009 |
| Paniers à 3 points réussis  | 7                | 4 fois                                         |                  | 6        | 2 fois                   |               |
| Paniers à 3 points tentés   | 14               | @ Bucks de Milwaukee                           | 12 décembre 2007 | 12       | 2 fois                   |               |
| Lancers francs réussis      | 17               | Magic d'Orlando                                | 11 janvier 2006  | 11       | @ Kings de Sacramento    | 1er mai 2005  |
| Lancers francs tentés       | 20               | Magic d'Orlando                                | 11 janvier 2006  | 12       | @ Kings de Sacramento    | 1er mai 2005  |
| Rebonds offensifs           | 9                | Celtics de Boston                              | 22 janvier 2009  | 7        | @ Raptors de Toronto     | 26 avril 2008 |
| Rebonds défensifs           | 12               | 4 fois                                         |                  | 11       | Raptors de Toronto       | 28 avril 2008 |
| Rebonds totaux              | 19               | @ Magic d'Orlando                              | 5 novembre 2001  | 13       | 2 fois                   |               |
| Passes décisives            | 9                | 2 fois                                         |                  | 7        | @ Lakers de Los Angeles  | 7 juin 2009   |
| Interceptions               | 7                | @ Jazz de l'Utah                               | 9 décembre 2005  | 4        | @ Cavaliers de Cleveland | 28 mai 2009   |
| Contres                     | 5                | Hawks d'Atlanta                                | 5 novembre 2004  | 2        | 5 fois                   |               |
| Balles perdues              | 6                | 3 fois                                         |                  | 6        | 2 fois                   |               |
| Minutes jouées              | 54               | @ Magic d'Orlando                              | 5 novembre 2001  | 46       | 4 fois                   |               |

- Double-double : 91 (dont 7 en playoffs) (au 28/05/2014)
- Triple-double : 0
- Plus grand nombre de trois points marqués sur une série de 5 matchs en Finales NBA : 16 contre les Lakers de Los Angeles en 2009.
- Plus grand nombre de tirs à trois-points tentés sur une série de 5 matchs en Finales NBA : 40 contre les Lakers de Los Angeles en 2009.